# Хингуй
Хингу́й — посёлок при станции в Нижнеудинском районе Иркутской области. Входит в Худоеланское муниципальное образование. 

## География
Расположен в 25 км (по автодороге) к северо-западу от центра сельского поселения, села Худоеланское, и в 30 км к юго-востоку от районного центра — города Нижнеудинска.  

## История
Основан в 1899 году как посёлок при станции Хингуй на строящейся Транссибирской магистрали. В советское время в посёлке был открыт леспромхоз.

## Население
| 2002 | 2010 | 2011 | 2012 |
| ---- | ---- | ---- | ---- |
| 252  | ↘229 | ↘228 | →228 |